# Teatr Tmuna
Teatr Tmuna (hebr. ‏תיאטרון תמונע‎) – teatr z siedzibą w osiedlu Montefiore w Tel Awiwie, w Izraelu.

## Historia
Teatr został założony w 1981 przez Nave Zuckermana jako teatr alternatywny kreujący nowe układy przestrzenne, nowe metody pracy i nowe relacje między aktorem a publicznością. W 1982 teatr wziął udział w Festiwalu Acco. Zespół przedstawił około 30 spektakli, wszystkie w wyjątkowych formach indywidualnej ekspresji i kreatywności uczestników, przy wykorzystaniu języka ciała. Występował na Israel Festiwal, festiwalu teatrów alternatywnych Theaternetto Acre, Edinburgh Festival, Festival Manchester i wielu innych.
W październiku 1999 zespół zainaugurował działalność w nowej siedzibie, przy ulicy Soncino w osiedlu Montefiore w Tel Awiwie.

## Działalność
Z czasem teatr przekształcił się w centrum tańca i sztuki, w którym wystawiane są różne spektakle teatralne, pokazy i imprezy muzyczne. Teatr wystawia około 550 spektakli rocznie i organizuje około 350 występów muzycznych.